# Christopher Tolofua
Pour les articles homonymes, voir Tolofua.

a Compétitions nationales et continentales officielles uniquement.

b Matchs officiels uniquement.
Dernière mise à jour le 8 novembre 2022.
Christopher Tolofua, né le 31 décembre 1993 à Fréjus, est un joueur international français de rugby à XV qui évolue au poste de talonneur pour le Montpellier Hérault Rugby après avoir joué au Stade toulousain où il a été formé, aux Saracens de 2017 à 2019 puis au Rugby club toulonnais de 2019 à 2024.
En club, il remporte avec le Stade toulousain le championnat de France en 2012. Avec les Saracens, il est champion d'Angleterre en 2018 et 2019. Avec le RC Toulon, il remporte la Challenge Cup en 2023.
Son frère aîné Nekelo est joueur semi-professionnel à Blagnac, tandis que son frère cadet, Selevasio, est également joueur professionnel de rugby à XV. Ce dernier évolue au poste de troisième ligne centre au Rugby club toulonnais depuis 2023. Tous trois ont terminé leur formation de joueur au Stade toulousain.
Christopher Tolofua est le neveu d'Abraham Tolofua, pilier de haut niveau ayant porté les couleurs du RRC Nice, du FC Grenoble, de l'AS Montferrand et de l'AS Béziers, et le cousin de la judokate Julia Tolofua.

## Biographie

### Débuts au Stade toulousain
Originaire de Wallis-et-Futuna il commence le rugby à l'URC Dumbéa avant de continuer à l'Olympique marcquois rugby entre 2001 et 2007.

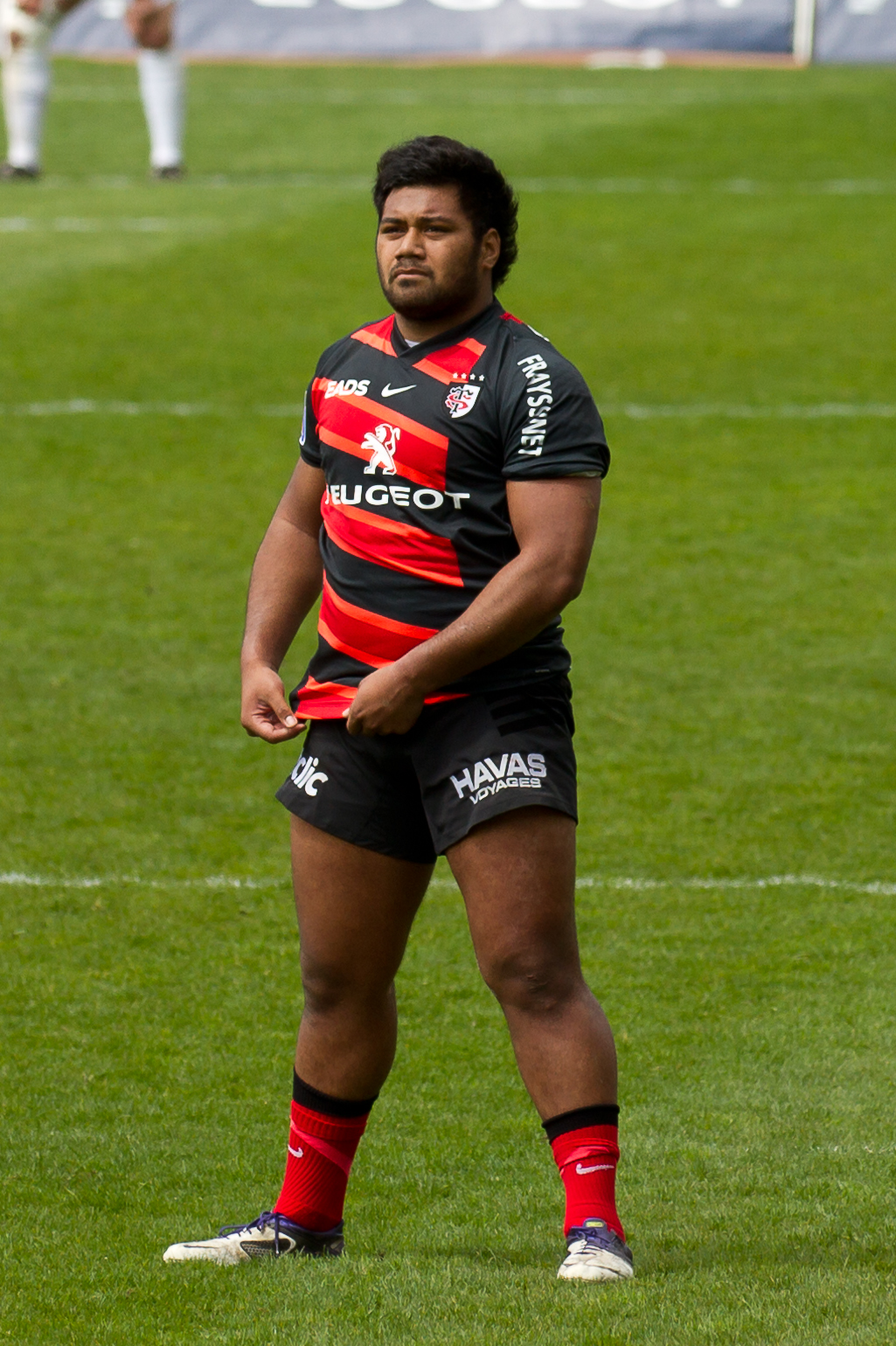
Christopher Tolofua, en 2012, avec le Stade toulousain.

En 2012, à la suite de nombreuses blessures décimant l'effectif du Stade toulousain au poste de talonneur, Christopher Tolofua est appelé, à 18 ans, pour jouer son premier match avec l'équipe première lors de la cinquième journée de H-Cup contre le Connacht Rugby. Il remplace William Servat à un quart d'heure de la fin de la rencontre. Deux semaines plus tard, le 28 janvier 2012, il connaît sa première titularisation lors du match Racing Métro 92-Stade Toulousain au Stade de France et réalise une bonne performance, avec notamment un énorme raffut sur Juan Imhoff, largement repris sur les sites de partage vidéo,. Le 31 mai 2012, Philippe Saint-André le sélectionne pour la tournée de juin en Argentine, comme pressenti depuis plusieurs semaines. Le 9 juin 2012, il devient champion de France avec le Stade toulousain en remportant la finale du Top 14 le 9 juin 2012 face à Toulon, en rentrant au poste de troisième ligne à la place de Jean Bouilhou. En six mois, profitant des blessures de ses concurrents, il s'impose au sein de l'effectif toulousain.
À l'issue de cette saison, il est sélectionné en équipe de France des moins de 20 ans pour participer au Championnat du monde junior. Il joue trois matchs et les Bleuets terminent à la cinquième place.
Malgré l'arrivée de Chiliboy Ralepelle sur les bords de la Garonne, Christopher Tolofua joue tous les matchs de son équipe lors de la saison 2013-2014 : les 26 journées de championnat, le barrage perdu face au Racing 92, ainsi que les 6 matchs de poule de coupe d'Europe et le quart de finale face à la province irlandaise du Munster,.
La saison 2014-2015 est moins bonne pour Christopher Tolofua, malgré la suspension du sud-africain Chiliboy Ralepelle pour dopage, et un bon début de saison, durant laquelle Christopher Tolofua est souvent sur la feuille de match. Sa blessure, sa suspension et les bonnes performances du jeune Julien Marchand ne lui permettent pas de jouer plus de 10 matchs avec l'équipe professionnelle du Stade toulousain,. Il est donc titulaire avec l'équipe espoir du club, qui lui permet de jouer la finale du championnat français espoir face à l'équipe du Racing 92.
L'arrivée d'Ugo Mola à la tête de l'équipe professionnelle du Stade toulousain permet à Tolofua d'être de nouveau sélectionné avec l'équipe professionnelle, avec laquelle il réalise de bonnes performances, comme contre le FC Grenoble (victoire 52-12). En 2017, il découvre le Tournoi des Six Nations en étant sélectionné pour le deuxième match, face à l'Écosse. Il est la doublure de Guilhem Guirado, succédant à Clément Maynadier, écarté après la défaite inaugurale à Twickenham, contre l'Angleterre. Il conserve son statut pour les trois matches suivant, mais doit renoncer au dernier, contre le pays de Galles, après s'être blessé à la cheville en fin de match contre l'Italie.

### Départ chez les Saracens
En août 2016, Christopher Tolofua annonce son transfert aux Saracens pour la saison 2017-2018 malgré une proposition de prolongation du Stade toulousain.
Il est de nouveau sélectionné en équipe de France pour jouer le 14 novembre 2017 contre les All Blacks au Groupama Stadium. Ce match qui se déroule sans les principaux joueurs de l'équipe de France ne compte pas comme une sélection officielle.
Jouant peu en Angleterre, il est toutefois retenu pour préparer le Tournoi des Six Nations 2018 auquel il renonce, victime d'un problème aux cervicales qui est classé comme contre-indication absolue à la pratique du rugby par la fédération française de rugby. Cependant, le joueur a le droit d'évoluer dans le championnat anglais. En février, il se fait opérer avec succès et se rend de nouveau éligible pour jouer au rugby en France,.

### Retour en Top 14 à Toulon

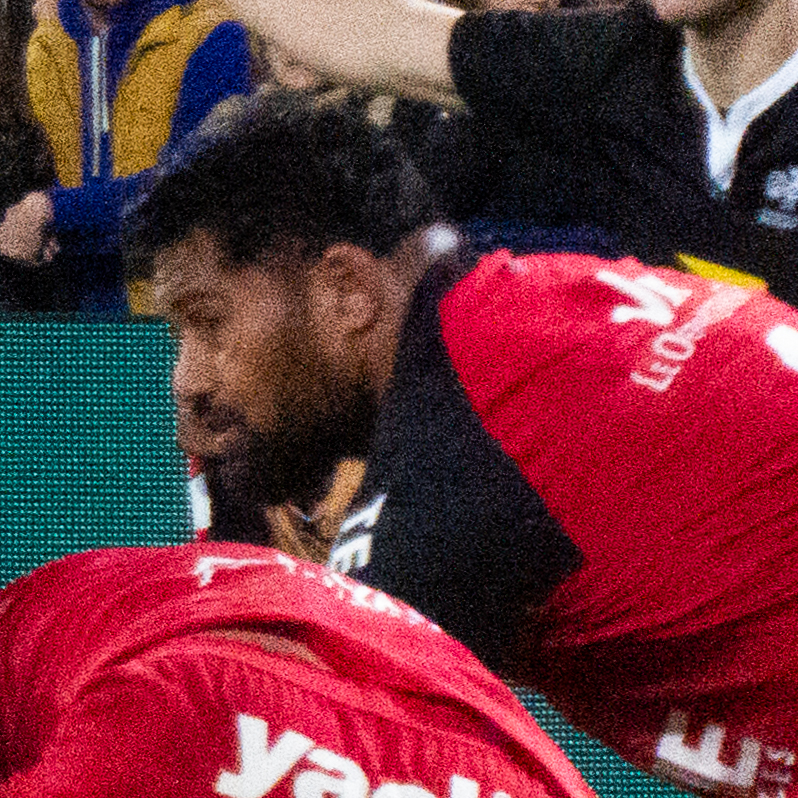
Christopher Tolofua sous le maillot toulonnais pendant la saison 2023-2024.

En novembre 2018, le RC Toulon annonce qu'il rejoindra le club pour trois années à compter de la saison 2019-2020.
Après ses débuts avec le RC Toulon, il est appelé le 4 octobre par Jacques Brunel pour rejoindre le groupe de l'Équipe de France à la coupe du monde se déroulant au Japon à la suite du forfait de Peato Mauvaka.
À l'issue de la saison 2022-2023, il est appelé dans une liste de 23 joueurs pour participer à un stage avec les Bleus. Cette liste est marquée par l'absence des joueurs étant demi-finalistes du championnat.

### Rebond à Montpellier
Courant février 2024, il rejoint le Montpellier Hérault Rugby en qualité de joker médical et s'engage pour trois saisons également.

## Style de jeu

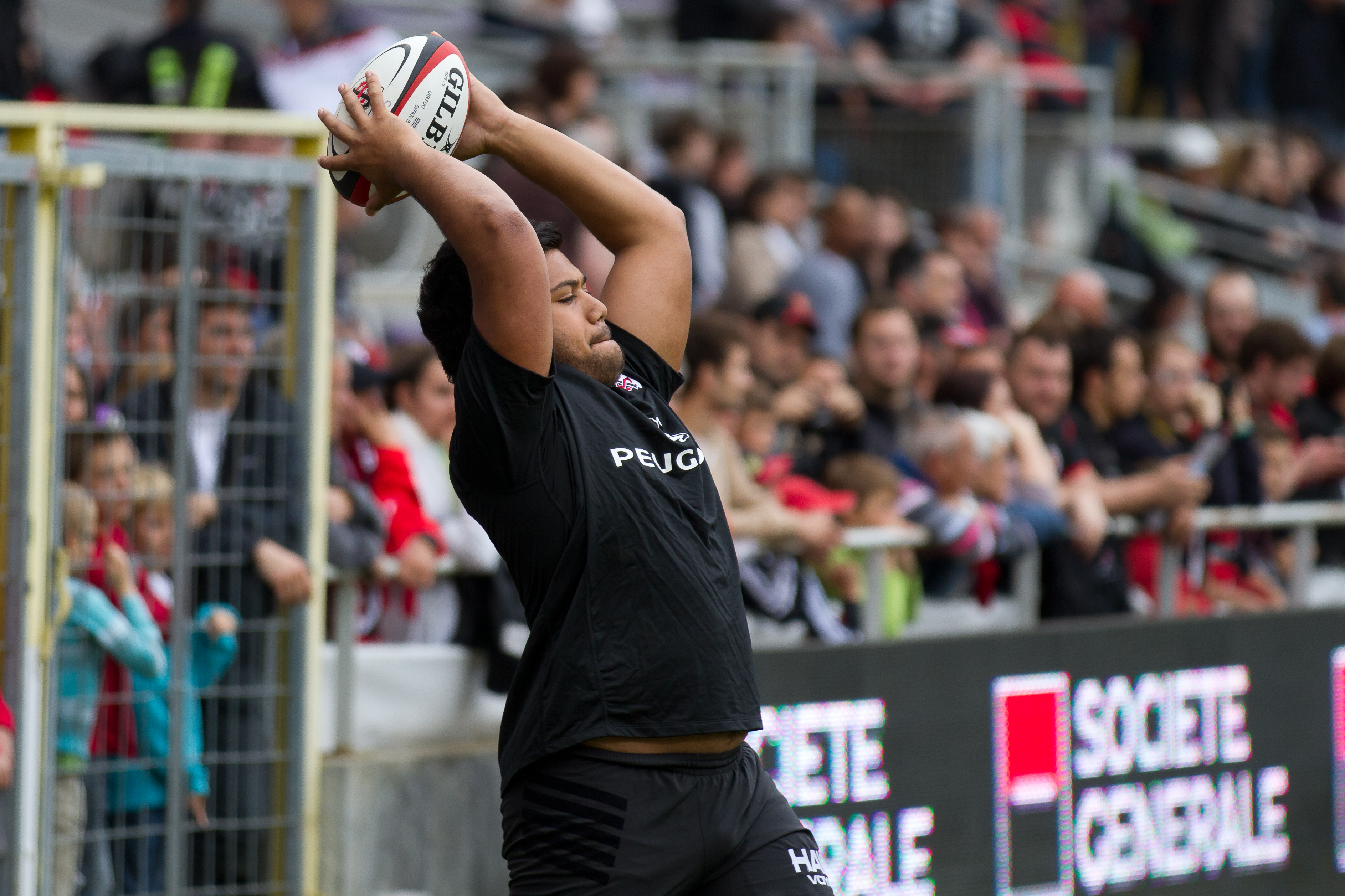
Christopher Tolofua lors d'un lancer en touche à l'échauffement en 2012.

Christopher Tolofua est un talonneur dynamique dans le jeu courant (il a commencé le rugby au poste de troisième ligne) mais qui connaît des difficultés dans les lancers en touche, une spécificité très importante de son poste.

## Palmarès
- Finaliste du Championnat de France espoirs en 2015
- Champion de France 2012 avec le Stade toulousain,
- Champion d'Angleterre en 2018 et 2019 avec les Saracens.
- Finaliste du Challenge européen en 2022 avec le RC Toulon.
- Vainqueur de la Challenge Cup en 2023 avec le RC Toulon.

## Statistiques
(maj au 6 octobre 2019)

### En club
Championnat de France
- 96 matches ; 15 points (3 essais)

Coupe d'Europe
- 33 matches ; 15 points (3 essais)

Challenge européen
- 1 match ; 0 points

Championnat d'Angleterre
- 22 matches ; 5 points (1 essai)

Coupe d'Angleterre
- 4 match ; 0 points

### International
Il est sélectionné pour la première fois le 16 juin 2012 contre l'Argentine à l'âge de 18 ans, ce qui constitue un record de précocité pour un talonneur et pour un avant[réf. nécessaire]. Il joue son premier match dans le Tournoi des Six Nations le 12 février 2017 face à l'Écosse.
Sélections par année : 2 en 2012, 2 en 2014 et 3 en 2017.
Il est convoqué pour disputer la Coupe du monde 2019 pour pallier la blessure de Peato Mauvaka, malheureusement pour lui, il ne disputera aucun match dans la compétition. 

#### Tournoi des Six Nations
| Édition          | Rang | Résultats France | Résultats Tolofua | Matchs Tolofua |
| ---------------- | ---- | ---------------- | ----------------- | -------------- |
| Six Nations 2017 | 3    | 3 v, 0 n, 2 d    | 2 v, 0 n, 1 d     | 3/5            |

## Famille
Il est le neveu du rugbyman Abraham Tolofua, le frère du rugbyman Selevasio Tolofua et le cousin de la judokate Julia Tolofua.